# 霧の中で
『霧の中で』（きりのなかで、チェコ語: V mlhách）は、レオシュ・ヤナーチェクの最後のピアノ曲集（最後の独立したピアノ曲は、1928年の『回想』である）。
娘オルガに先立たれ、数々のオペラがプラハの歌劇場から拒絶されていた1912年の作品であり、従ってヤナーチェクが人生の難局に立たされていた時期の作品である。「霧の中」とは、このように文字通りの五里霧中を象徴するものと解釈する向きもあれば、4曲がすべて黒鍵を多用した調号を用いていることや頻繁な拍子の変更といった特徴こそが「霧の中」だと解釈する向きもある。この曲集は、ドビュッシーに影響された印象主義的な雰囲気が見られるとしばしば言われてきた。
初演は1913年12月7日に、モラヴィアの都市クロミェルジージュにおいて、モラヴィア合唱協会主宰の演奏会でマリエ・ドヴォルジャコヴァーの演奏によって行なわれた。

## 楽曲構成
以下の4曲から成る。『草かげの小径にて』の場合と異なり、詩的な副題は付けられていない。
1. Andante
2. Molto adagio
3. Andantino
4. Presto

## 参考資料
- Janáček, Leoš: V mlhách. Urtext. Praha: Editio Bärenreiter Praha, 2005. BA 9500